# Jüdischer Friedhof (Iłża)

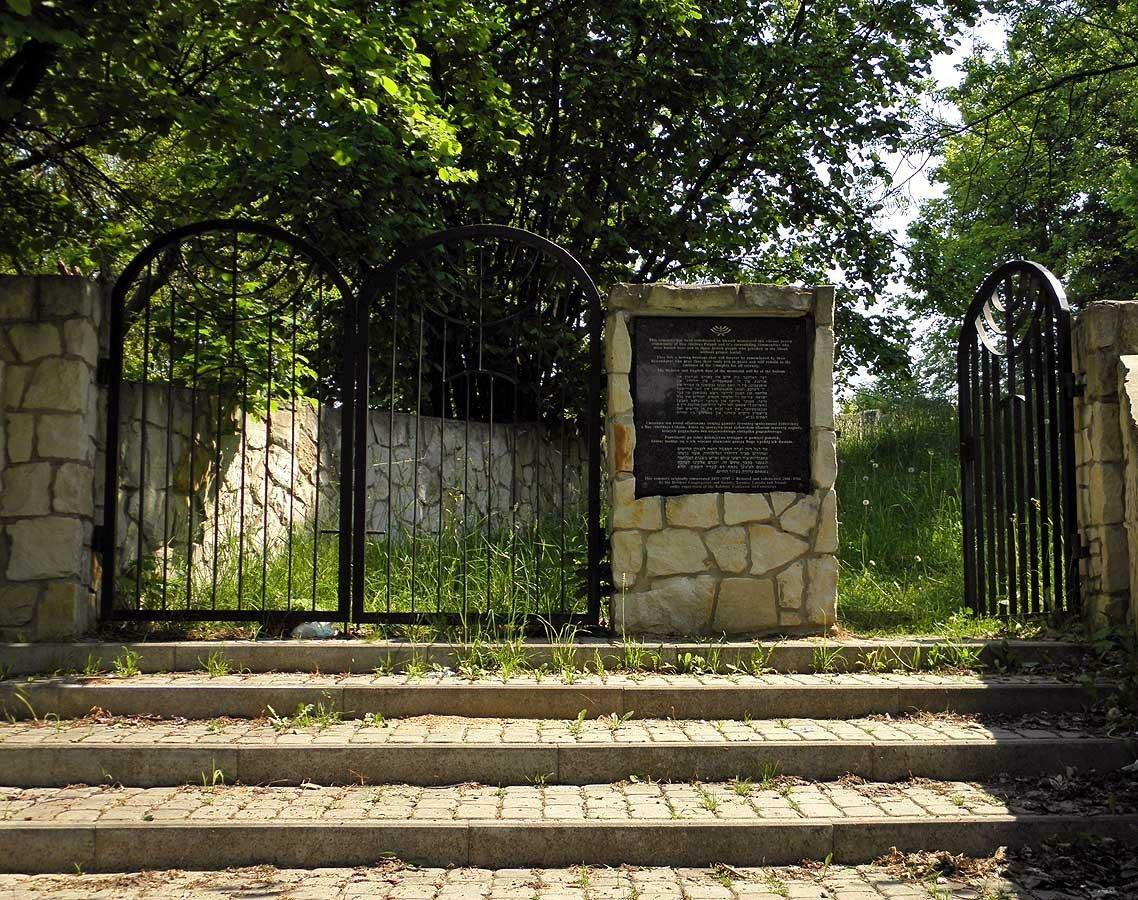
Jüdischer Friedhof in Iłża

Der Jüdische Friedhof in Iłża, einer polnischen Stadt in der Woiwodschaft Masowien, wurde 1837 angelegt. Der jüdische Friedhof wurde während des Zweiten Weltkriegs von den deutschen Besatzern zerstört. 
Auf dem 1,4 Hektar großen Friedhof sind heute keine Grabsteine mehr vorhanden.